# Jakob Zähner
Jakob Zähner (* 23. November 1812 in Hundwil; † 16. Mai 1892 in Herisau; heimatberechtigt in Hundwil und ab 1881 in Herisau) war ein Schweizer Textilunternehmer und Politiker aus dem Kanton Appenzell Ausserrhoden.

## Leben
Jakob Zähner war ein Sohn von Josua Zähner, Landwirt, und Anna Rotach. Er absolvierte eine kaufmännische Ausbildung im Textilhandelshaus seines Onkels Johannes Zähner in Herisau und Köln. 1837 übernahm er die Firma mit Johann Jakob Schiess-Schefer als Teilhaber. Die Herisauer Zähner & Schiess & Compagnie stieg rasch zu einem der wichtigsten ostschweizerischen Stickereifabrikations- und Exportunternehmen auf. Zähner stand der Niederlassung in London vor. Von 1849 bis 1850 sowie von 1856 bis 1861 amtierte er in Herisau als Ratsherr. Im Jahr 1879 heiratete er Marie Bondt Bundt, Tochter von Martin Bondt, Posthalter.